# سان نيكولاس (باد كاليه)
سان نيكولاس، باد كاليه (بالفرنسية: Saint-Nicolas, Pas-de-Calais)‏ هي بلدية تقع في إقليم باد كاليه من منطقة نور با دو كاليه في شمال فرنسا. تبلغ مساحة هذه المدينة 3.19 (كم²)، وترتفع عن سطح البحر 80 م، يبلغ عدد سكانها 5205 نسمة حسب إحصاء المعهد الوطني للإحصاء والدراسات الاقتصادية سنة 2009 م. وترأس Annie Cardon البلدية خلال فترة (2008-2014).